# Tsubasa Ōya
Tsubasa Ōya (jap. 大屋 翼 Ōya Tsubasa; ur. 13 sierpnia 1986) – japoński piłkarz występujący na pozycji obrońcy. Obecnie występuje w Omiya Ardija.

## Kariera klubowa
Od 2009 roku występował w klubach Vissel Kobe, Fagiano Okayama i Omiya Ardija.